# امیرآباد سرخ‌محله
امیرآبادسرخ محله، روستایی است از توابع بخش مرکزی شهرستان علی‌آباد در استان گلستان ایران.

## جمعیت
این روستا در دهستان زرین‌گل قرار دارد و براساس سرشماری مرکز آمار ایران در سال ۱۳۸۵، جمعیت آن ۲۳۴۰ نفر (۴۸۲خانوار) بوده‌است.
این روستا به دو قسمت شمالی(فرودگاه)وجنوبی(ده دراز) تقسیم میشود که به وسیله ی جاده ی گرگان،گنبد از هم جدا می شود، در کنار شهرک صنعتی علی آباد کتول قرار دارد. و شغل بیشتر مردم آن کشاورزی می باشد.وینگ